# Bathalaa
Bathalaa (pron. batalaa, senz'accenti tonici, dal nome in lingua maldiviana di un tipo di patata) è un'isola delle Maldive, che si trova nella zona centro-orientale dell'Atollo di Ari, a ridosso della barriera esterna dell'atollo. L'isola, sede del resort turistico di Bathala, è situata a lato di una pass (Bathalaa Kandu); le sue acque vantano quindi una notevole ricchezza e varietà di specie ittiche. L'isola dista circa 20 minuti di idrovolante dall'aeroporto di Malé alternativamente Batalaa può essere raggiunta anche utilizzando la barca veloce in circa un'ora e 30 minuti. L'isola, meta di turismo e degli inservienti che vi lavorano, è considerata disabitata. La barriera corallina di Bathalaa ha visibilmente recuperato dopo lo sbiancamento dei coralli avvenuto nel 1998.

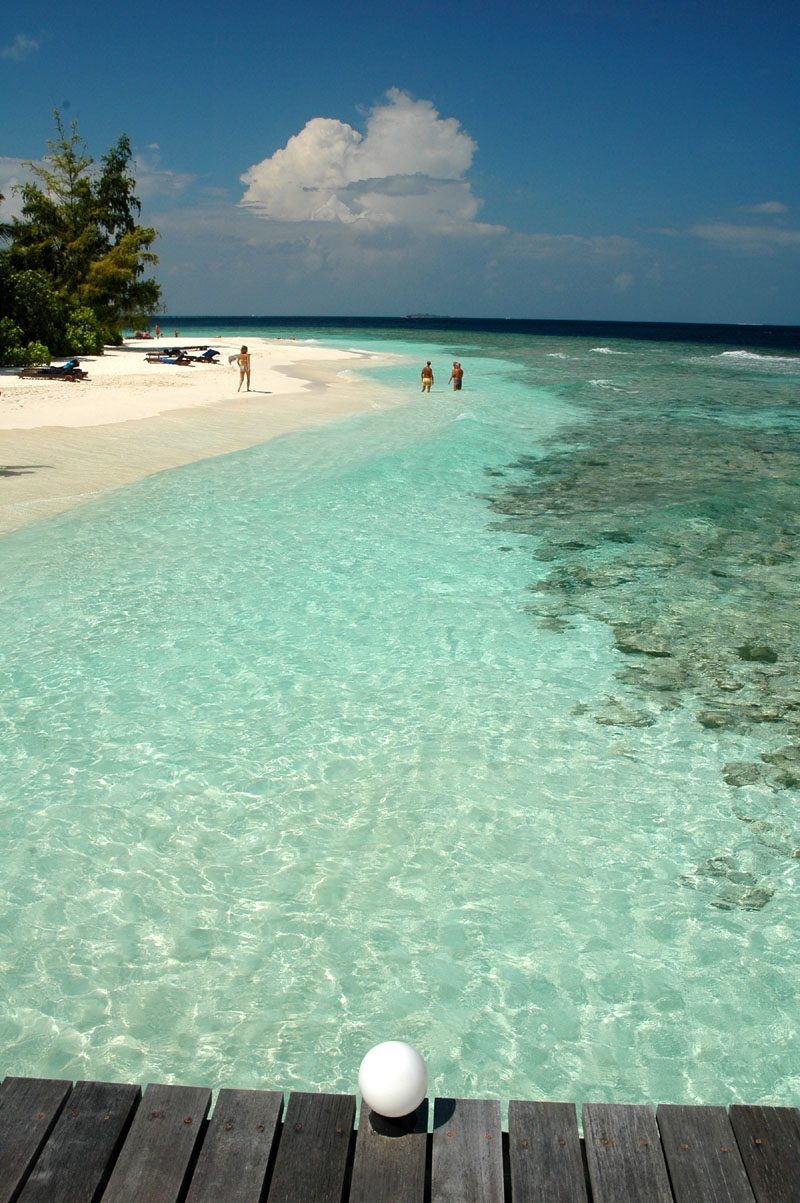
L'isola di Bathalaa, ripresa da un pontile. A destra della spiaggia è chiaramente visibile la barriera corallina prossima alla battigia. Talune isole maldiviane hanno lagune poco estese, ma la barriera che le circonda è generalmente più ricca e rigogliosa.